# Tonart Festival
Das Tonart Festival ist ein Musikfestival in der Schweizer Gemeinde Altdorf UR.

## Geschichte
2006 gegründet, findet das älteste Urner Musikfestival jährlich im Theater Uri im Zentrum von Altdorf statt. Das Festival hat sich dabei ursprünglich jazzverwandten Stilrichtungen verschrieben, zeigte sich aber über die Jahre auch gegenüber weiteren Musikstilen offen. Organisator des Tonart Festivals ist der Tonart Förderverein. Musikalischer Leiter des Festivals ist seit der Gründung Philipp Truniger.
In den Jahren 2020 bis 2022 konnte das Festival auf Grund der COVID-19-Pandemie in der Schweiz nicht stattfinden. 2023 kehrte das Festival am 12. und 13. Mai zurück. Dabei wurde das Konzept geändert. So wurden kleinere Säle genutzt und nur noch 250 Personen pro Abend eingelassen. Insgesamt drei Bühnen wurden aufgebaut. Erstmals wurde auch auf Sitzkonzerte verzichtet.

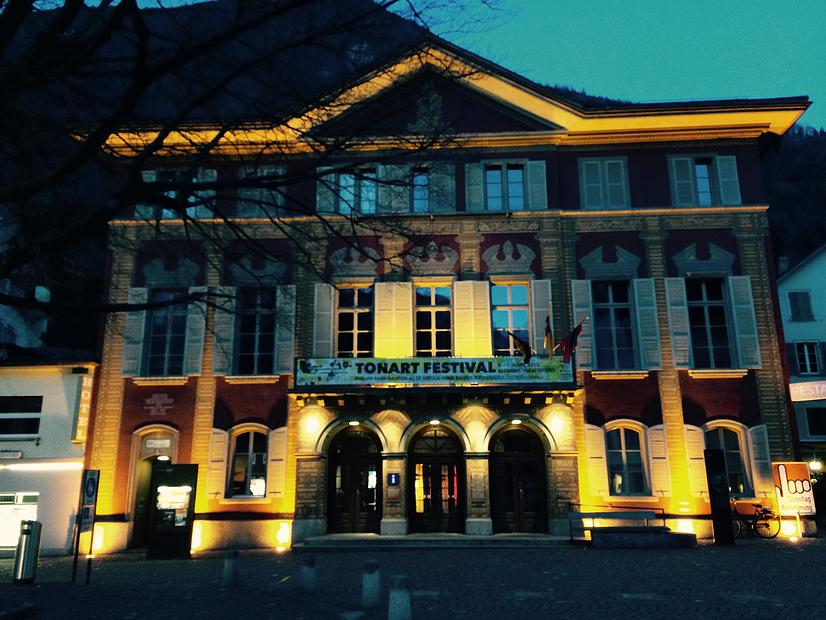
Das Theater während des Festivals

## Engagierte Künstler (Auszug)
- 2006: Roberto Bossard, Philipp Fankhauser, Bruno Amstad
- 2007: Barbara Dennerlein, Swiss Jazz Orchestra, Mr. Blue and the Tight Groove
- 2008: George Gruntz, Rudy Rotta, Grand Mother’s Funck, Rudy Rotta
- 2009: James Taylor Quartet, Andy Egert, Jamie Wong-Li
- 2010: Modus Quartett, Martin Lechner, Scacciapensieri, Chambersoul
- 2011: Dean Brown, Dennis Chambers, Lina Button, Boo Boo Davis, Bobby Sparks
- 2012: Souldepartment, Greasy, The Sweet Vandals, 2Forsoul, James Gruntz[6]
- 2013: Heavytones, Philipp Fankhauser, Lea Lu, Max Merseny
- 2014: Robin McKelle, William White, Thierry Lang Trio, Flytone, Joel Havea, Bergitta Victor[7]
- 2015: Al Di Meola, Philipp Fankhauser, Liam Bailey, Rolf Stahlhofen, Newbridge, Lo & Leduc, Brandy Buttler, Martin Lechner
- 2016: Maverick Sabre, Liam Bailey, Andreya Triana, Lo & Leduc, Steff la Cheffe, Manillio, Lina Button, Adrian Stern, Steff la Cheffe, Reggie Saunders, Lilly Martin
- 2017: Seven, Malky, William White, Roger Rekless, Halunken, Gustav, Nemo, Shem Thomas, Damian Lynn, Baze, Ade
- 2018: Joy Denalane, Stiller Has, Fink, Ritschi, Roger Rekless, Manillio, Endo Anaconda, Benjamin Yellowitz[8]
- 2019: Son Little, Knackeboul, Caroline Chevin, Troubas Kater, Roger Rekless, Rose Ann Dimalanta, Schmidi Schmidhauser
- 2023: Crimer, Pablo Nouvelle, Naomie Lareine, Romy Wave, Caroline Alves, Cachita
- 2024: Thomas D, Ben l'Oncle Soul, Nnavy, Naveni, Pilar Vega, Nicky B Fly